# Cửa hàng mỹ phẩm

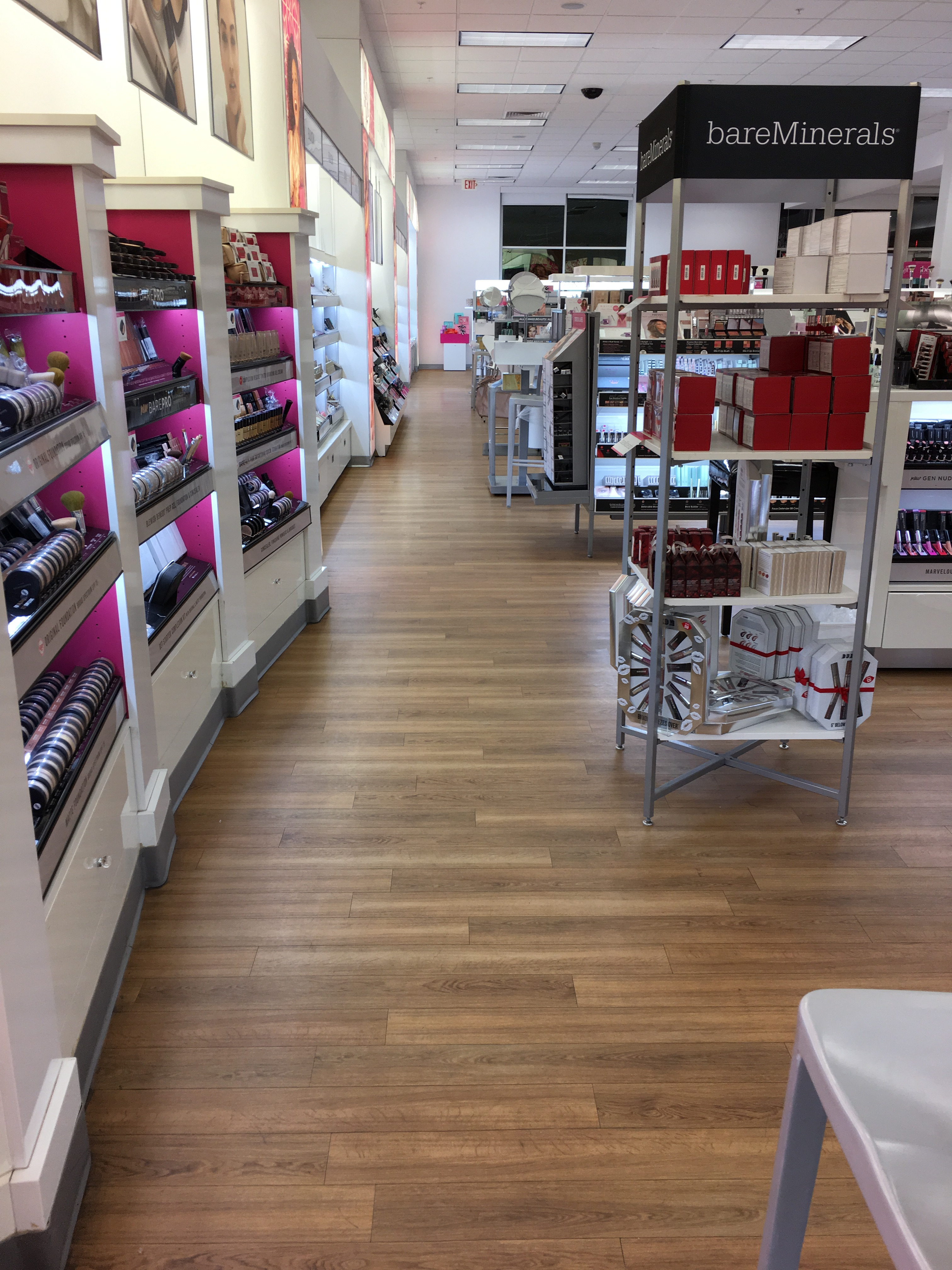
Bên trong một cửa hàng mỹ phẩm

Một cửa hàng mỹ phẩm ở Úc

Cửa hàng mỹ phẩm (Beauty store) là một loại hình cửa hàng kinh doanh bán lẻ chuyên bán các loại mỹ phẩm, sản phẩm làm đẹp, sản phẩm chăm sóc tóc và dụng cụ, đồ dùng, phụ kiện làm đẹp. Thuật ngữ "cửa hàng làm đẹp" thường gắn liền với các chuỗi lớn cung cấp trải nghiệm mua sắm sang trọng, với quy mô lớn trong khi "cửa hàng cung cấp sản phẩm làm đẹp" (bao gồm cụm từ "nguồn cung"/cung ứng/cung cấp) có liên quan đến các nhà bán lẻ độc lập có quy mô nhỏ hơn. Ngành công nghiệp làm đẹp này được gọi chung bằng nhiều thuật ngữ khác nhau như theo hệ thống phân loại NAICS định danh là Cửa hàng mỹ phẩm, đồ dùng làm đẹp và nước hoa (NAICS 446120), bao gồm các cơ sở được gọi là cửa hàng mỹ phẩm hoặc cửa hàng nước hoa hoặc cửa hàng cung cấp đồ dùng làm đẹp chủ yếu tham gia bán lẻ mỹ phẩm, nước hoa, tóc giả, đồ vệ sinh cá nhân và các sản phẩm chăm sóc cá nhân.

## Các chuỗi
Các chuỗi cửa hàng mỹ phẩm có thể kể đến như:
- Bath & Body Works, LLC là một thương hiệu bán lẻ Mỹ thuộc L Brands (trước đây là Limited Brands) cùng với Victoria's Secret, chuỗi cửa hàng này được thành lập vào năm 1990 tại New Albany, Ohio và từ đó mở rộng sang Hoa Kỳ, Canada, Chile và Peru[5][6]. Năm 1997, đây là chuỗi cửa hàng tắm gội lớn nhất Hoa Kỳ.[7]. Chuỗi này chuyên về sữa tắm, sữa dưỡng thể, hương thơm phun sương, nước hoa, nến và hương thơm nhà.
- Bluemercury (Thủy ngân xanh) là chuỗi cửa hàng mỹ phẩm của Mỹ được Marla Malcolm Beck và Barry J. Beck thành lập năm 1999 tại Georgetown ở thủ đô Washington. Các cửa hàng bán mỹ phẩm, cũng như dịch vụ chăm sóc da mặt và spa tại cửa hàng. Ngoài việc bán sản phẩm từ các thương hiệu khác, công ty đã phát triển dòng sản phẩm chăm sóc da M-61 của riêng mình vào năm 2012 và dòng sản phẩm trang điểm Lune+Aster vào năm 2015.
- Douglas Holding là một tập đoàn bán lẻ của Đức có trụ sở tại Düsseldorf bao gồm các công ty con là chuỗi cửa hàng nước hoa Douglas GmbH, chuỗi cửa hàng bánh kẹo Hussel, chuỗi cửa hàng sách Thalia Buchhandel và chuỗi cửa hàng thời trang nữ AppelrathCüpper. Sau khi bị nhà đầu tư tài chính Advent International tiếp quản, Douglas Holding đã bị hủy niêm yết vào năm 2013 và tập đoàn này dần dần được chia nhỏ thành các công ty riêng lẻ.
- ICI Paris XL là một chuỗi cửa hàng làm đẹp được thành lập vào cuối những năm 1960 tại Bỉ. Cái tên ICI PARIS XL có nghĩa là Đây là Paris trùng hợp là khẩu hiệu mà câu lạc bộ bóng đá Paris Saint Germain sử dụngvà bắt nguồn từ những chuyến đi tàu hỏa mà những người sáng lập thực hiện trên đường đi mua nước hoa từ Paris. Ký hiệu XL nhằm ám chỉ vị trí cửa hàng đầu tiên của công ty nằm ở Ixelles (phát âm là XL) vốn là một khu phố ở Brussels của Bỉ.
- Lush Ltd (nghĩa đen là tươi trẻ) là một công ty bán lẻ mỹ phẩm trụ sở tại Poole, Dorset, Vương quốc Liên hiệp. Công ty do Mark Constantine, một nhà nghiên cứu tóc và Liz Weir, một bác sĩ chuyên khoa thẩm mỹ, đồng thành lập. Họ gặp nhau trong một thẩm mỹ viện làm tóc và làm đẹp tại Poole, Anh. Vài năm sau, họ quyết định mở rộng hoạt động kinh doanh và kinh doanh sản phẩm chăm sóc tóc và làm đẹp.
- MAC Cosmetics (được trình bày cách điệu hóa thành M·A·C) là hãng sản xuất mỹ phẩm được Frank Toskan và Frank Angelo thành lập năm 1984 tại Toronto. Công ty có trụ sở tại thành phố New York và trở thành một phần của Estée Lauder Companies vào năm 1998. MAC là viết tắt của Make-up Art Cosmetics.
- Merle Norman Cosmetics hay còn gọi đơn giản là Merle Norman là một công ty mỹ phẩm của Mỹ sản xuất các sản phẩm chăm sóc da, chăm sóc cá nhân và chuyên về trang điểm được thành lập vào năm 1931 do công của Merle Norman. Công ty bán sản phẩm của mình thông qua thương mại điện tử và các nhượng quyền cửa hàng làm đẹp, cùng với việc điều hành các spa trong ngày thông qua thương hiệu Merle Norman Spa. Tính đến năm 2021, công ty có 1.007 địa điểm trên 7 quốc gia, chủ yếu ở Bắc Mỹ.
- Müller Ltd. & Co. KG (Müller) là một chuỗi cửa hàng bán lẻ có trụ sở chính tại Ulm, Đức. Từ năm 2004 đến năm 2019, công ty đã được đăng ký tại Luân Đôn. Từ năm 2019, công ty đã được đăng ký tại Vaduz, Liechtenstein.
- Sally Beauty Holdings là một nhà bán lẻ và phân phối chuyên nghiệp quốc tế của Mỹ về các sản phẩm làm đẹp chuyên nghiệp với doanh thu hàng năm hơn 3,9 tỷ đô la. Thông qua các doanh nghiệp Sally Beauty Supply và Beauty Systems Group, Công ty bán và phân phối thông qua hơn 4.000 cửa hàng, bao gồm khoảng 200 đơn vị nhượng quyền.
- Sephora là chuỗi cửa hàng mỹ phẩm của Pháp được thành lập vào năm 1969.[8][9] Với gần 300 nhãn hiệu,[10] cùng với nhãn hiệu cá nhân sở hữu riêng, Sephora cung cấp sản phẩm làm đẹp bao gồm đồ trang điểm, dưỡng da, dưỡng thể, nước hoa, sơn móng và dưỡng tóc. Sephora thuộc sở hữu của tập đoàn xa xỉ phẩm LVMH vào năm 1997.[8][11] Biểu trưng Sephora là một ngọn lửa hình chữ "S" trắng nổi trên nền đen.
- Ulta Beauty Inc. (tên gọi cũ là Ulta Salon, Cosmetics & Fragrances Inc. đến tháng 1 năm 2017) là hệ thống cửa hàng bán lẻ mỹ phẩm ở Mỹ, có trụ sở chính ở Bolingbrook thuộc Illinois. Ulta Beauty bán lẻ mỹ phẩm và sản phẩm chăm sóc da, nước hoa nam và nữ và sản phẩm chăm sóc tóc. Mỗi cửa hàng còn có một tiệm thẩm mỹ (salon).
- The Body Shop là một công ty sản xuất sản phẩm dưỡng da và mỹ phẩm của Anh được Dame Anita Roddick thành lập năm 1976. Công ty hiện đang có quy mô đến 1.000 sản phẩm được bán tại 3.000 cửa hàng nhượng quyền thương mại tại 66 quốc gia.[12] Công ty có trụ sở tại Littlehampton, West Sussex. Công ty này đã được công ty mỹ phẩm L'Oréal của Pháp sở hữu từ năm 2006. Tháng 6 năm 2017, L'Oréal đồng ý bán công ty này cho công ty mỹ phẩm Natura của Brazil với giá £880 triệu, phải tuân theo chấp thuận lập quy của Brazil và Hoa Kỳ.[13]